# Soufiane Rahimi
Soufiane Rahimi (en arabe : سفيان رحيمي), né le 2 juin 1996 à Casablanca (Maroc), est un footballeur international marocain évoluant au poste d'attaquant à Al-Aïn FC.
Il grandit dans la maison familiale au sein du Complexe Oasis en raison de l'activité de son père qui travaille au Raja Club Athletic, et intègre son centre de formation en 2006. Il intègre l'équipe espoir en 2014 où il y jouera jusqu'en 2017, avant qu'il ne soit prêté à l'Étoile sportive de Casablanca pendant une saison. Il fait son retour en 2018 et s'impose au Raja CA, avec qui il remporte la Coupe de la confédération en 2018 et 2021 ainsi que la Supercoupe d'Afrique en 2019, le championnat en 2020 où il sera élu meilleur joueur, et le Championnat arabe des clubs en 2021. En 2021, il est transféré à Al-Aïn FC où il fait le doublé championnat-Coupe de la Ligue dès sa première saison. En 2023-2024, il remporte la Ligue des champions de l'AFC où il est sacré meilleur joueur et meilleur buteur avec 13 buts.
Avec les Lions de l'Atlas, il est appelé pour la première fois en novembre 2020 par le sélectionneur Vahid Halilhodžić pour disputer les éliminatoires à la Coupe d'Afrique 2021. Avec la sélection locale, il remporte le Championnat d'Afrique des nations 2020 où il est sacré meilleur joueur et meilleur buteur de la compétition (5 buts). Durant les Jeux olympiques de Paris 2024, il devient le premier buteur marocain de l'histoire de l'équipe olympique marocaine de football et de la compétition (8 buts) devançant ainsi Ahmad Faras (3 buts) lors des jo de Munich 1972.

## Biographie

### Carrière en club

#### Jeunesse et débuts
Soufiane Rahimi, né le 2 juin 1996 à Casablanca, a grandi dans le quartier populaire de Sidi Bernoussi. Dès son jeune âge, il montre une passion exceptionnelle pour le football. Passant des heures à jouer sur des terrains improvisés avec ses amis, il développe rapidement un talent naturel pour ce sport.
Encouragé par sa famille et ses proches, il intègre des clubs locaux avant de rejoindre les équipes de jeunes du Raja Club Athletic, où il commence à se faire remarquer grâce à sa détermination et sa technique. Ces années de formation dans les catégories juniors furent marquées par une grande discipline et une éthique de travail exemplaire, posant les bases de sa future carrière professionnelle.
Rahimi reste profondément attaché à ses racines à Casablanca, ce qui a façonné son humilité et sa résilience tout au long de son parcours. Ces qualités l'ont aidé à gravir les échelons pour devenir une figure incontournable du football marocain, marquant par la suite son empreinte à l'international avec des performances exceptionnelles.

#### Raja Club Athletic (2017-2021)

##### 2017-2018: Prêt à l'Étoile de Casablanca
À l'aube de la saison 2017-2018, les dirigeants du club remarquent son potentiel grandissant et décident de le transférer sous forme d'un prêt d'une année à l'Étoile sportive de Casablanca qui évolue alors dans le championnat amateur.
Il se démarque vite, Rahimi est en effet capable d'évoluer sur le flanc droit ou gauche, en plus de son poste de prédilection qu'est la pointe. Avantagé par cette grande polyvalence et son potentiel athlétique, il va briller sous les tuniques jaunes en inscrivant 15 buts en 28 matchs. Ses prestations n'échappent pas au viseur de Fathi Jamal, alors aux commandes de la direction technique des verts, et lui fait appel pour signer au sein de son club de cœur, le Raja Club Athletic.

##### 2018-2019: Révélation et succès

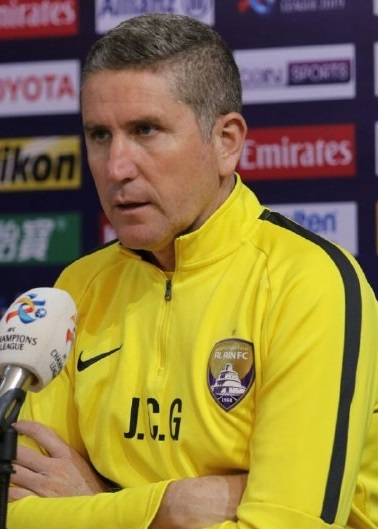
Rahimi fait ses débuts avec le Raja sous Juan Carlos Garrido

Le 18 juillet 2018, Soufiane Rahimi joue son premier match avec l'équipe première du Raja CA contre l'ASEC Mimosas, au titre du troisième match de la phase de groupes de la Coupe de la confédération. À la 73e minute de la rencontre, il provoque un penalty que Mahmoud Benhalib transformera avec succès pour offrir la victoire aux verts. Le 29 juillet se joue le match retour contre la formation ivoirienne, où il réalise sa première passe décisive lorsqu'il assiste Zakaria Hadraf qui marque le troisième but. Les Verts remportent le match sur le score de 4-0 et prennent la tête de leur groupe. Le 29 octobre, il inscrit son premier but contre l'Aduana Stars, sur un tir de 25 mètres avec le pied gauche, inaugurant ainsi son compteur de buts (victoire 6-0).
Le 25 novembre, lors de la finale aller de cette même compétition, il est l'homme du match contre les Congolais de l'AS Vita Club, où il inscrit un doublé qui permet au Raja de remporter le match sur le score net de 3-0, et de soulever le trophée au match retour à Kinshasa. Le 6 janvier 2019, il dispute son premier Derby à l'occasion de la dixième journée du championnat, où les Verts s'inclinent sur un retournement de situation après le penalty raté de Abderrahim Achchakir à vingt minutes de la fin de la rencontre (0-1). Le 29 mars, Soufiane Rahimi remporte son deuxième titre avec les verts devant 25 000 spectateurs au Stade Jassim-bin-Hamad à Doha où le Raja décroche sa deuxième Supercoupe d'Afrique, en s’imposant face à l’Espérance sportive de Tunis sur le score de 2-1. Le 21 avril, le Raja, fort de ses sept dernières victoires successives toutes compétitions confondues, s'oppose au Wydad AC au titre d'un match décisif pour la course au titre qui oppose les deux équipes. Disputant son deuxième derby, Rahimi trouve cette fois le chemin des filets et égalise pour son équipe à la 21e minute de jeu, en lobant le gardien de but adverse Reda Tagnaouti.
Soufiane Rahimi termine la saison 2018-2019 en tant que vice-champion de la Botola Pro derrière le Wydad AC. Le joueur dispute en total 26 matchs et marque six buts en championnat. En compétition africaine, il dispute 23 matchs et marque cinq buts. Ces prestations attireront l'intérêt de Houcine Ammouta, sélectionneur du Maroc A'.

##### 2019-2020: Premier titre de championnat et titre de meilleur joueur
Il démarre la nouvelle saison avec un but contre Brikama United le 24 août lors du premier tour de la Ligue des champions 2019-2020 (4-0), avant de délivrer sa première passe décisive à Ayoub Nanah le 31 août contre la Renaissance de Zemamra en Coupe du trône (2-3),. Le 5 novembre, au titre de la deuxième journée de la Botola 2019-2020 contre la Renaissance de Zemamra, Rahimi est à l'origine des deux buts inscrits par les Verts, puisqu'il délivre la passe du but à Ben Malango à la 45e minute, avant d'assister Hamid Ahaddad, cette fois à la 71e minute de la rencontre. Il est élu Homme du match par les supporters.
Le 9 novembre, à l'occasion de la troisième journée cette fois, il est l'auteur d'un doublé dans les camps du Youssoufia de Berrechid. Il est encore une fois sacré Homme du match malgré la défaite des Verts. Le 6 décembre, le Raja se déplace à Kinshasa pour faire face à l'AS Vita Club à l'occasion de la deuxième journée de la phase de poules de la Ligue des champions. Sur une puissante frappe de l'extérieur de la surface de réparation, Rahimi ouvre le score à la 48e minute et permet aux Verts de décrocher la première victoire d'une équipe marocaine en République démocratique du Congo (1-0). Le 18 décembre, il inscrit son premier coup franc contre le Hassania d'Agadir et permet au Raja de remonter le score et d'aller chercher la victoire (2-1), il est l'homme du match pour la troisième fois en moins d'un mois et demi,.
Le 22 janvier 2020, il est récompensé par le trophée Almarssad Pro Awards du meilleur joueur du championnat de l'année 2019. Soufiane Rahimi termine la saison 2019-2020 avec 24 matchs en championnat et neuf buts.
Le 4 octobre, le Raja reçoit la Renaissance de Berkane, troisième du classement, lors d'un match décisif comptant pour la 28e journée du championnat. Dès la troisième minute, il donne l'avantage aux Verts sur une puissante reprise de volée, mais la chute du niveau de jeu de l'équipe permet aux visiteurs de renverser le score (1-2). A 15 secondes du coup de sifflet final, sur un centre de Moutouali, la balle se présente devant Rahimi qui envoie une frappe imparable, réduisant en fumée les espoirs de la RSB, qui était à quelques secondes du fauteuil de leader, et permettant au Raja de garder son destin entre ses pieds lors des deux dernières journées.
Le 11 octobre, le Raja reçoit les FAR de Rabat lors de l'ultime journée, et seule la victoire peut lui assurer le titre, sans se soucier de son dauphin, le Wydad, qui affronte le FUS de Rabat. Les visiteurs prennent l'avantage à quelques minutes de la fin du premier carton, avant que Hafidi n'inscrive un doublé décisif, dont un but à la 90e minute, qui offre le 12e championnat au Raja. Le joueur remporte ainsi son premier championnat du Maroc et son troisième titre avec son club. Le 26 novembre, il est désigné meilleur joueur du championnat marocain 2019-2020 par l'Union marocaine des footballeurs professionnels.

##### 2020-2021: Joueur décisif
Le 6 décembre, il entame la nouvelle saison avec un doublé contre le FUS de Rabat lors de la journée d'ouverture du championnat (3-3).
Le 16 février 2021, après ses prouesses avec la sélection marocaine et son titre de meilleur joueur du Championnat d'Afrique des nations 2020, Rahimi paraphe un nouveau bail de cinq ans avec son club. Son frère, Houcine Rahimi, signe également un contrat de cinq ans et intègre l'effectif professionnel après avoir convaincu en réserve. Après son parcours au CHAN 2020, il apparaît dans les studios de 2M et y évoque son avenir en club.
Le 5 mai 2021, il est éliminé en quarts de finale de la Coupe du Maroc après une défaite contre les FAR de Rabat dans les séances de penaltys (match nul, 1-1 ; penaltys : défaite, 5-3).

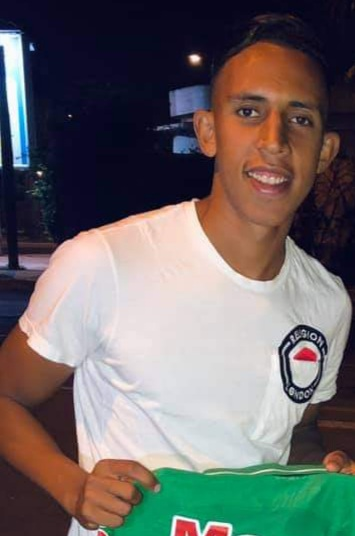
Rahimi avec le Raja CA en 2021.

Le 23 mai 2021, il est décisif dans la qualification du Raja en demi-finale de la Coupe de la confédération grâce à un but et deux passes décisives contre les Sud-Africains de l'Orlando Pirates FC (victoire, 4-0). Le 10 juillet, le Raja CA s'impose en finale face aux Algériens de la JS Kabylie et d'adjuge son troisième titre de la compétition (victoire, 2-1). Au terme d'une finale qui s'est jouée à phase unique à Cotonou, Rahimi ouvre le score dès la septième minute et est sacré Homme du match.
En fin de saison, annoncé à Al Ahly SC, son entraîneur Lassaad Chabbi déclare lors d'une interview avec Transfermarkt préférer voir Soufiane Rahimi concrétiser un transfert vers un bon club d'Europe, estimant que le joueur marocain ait un bon potentiel pour y évoluer.
Soufiane Rahimi termine la saison 2020-2021 vice-champion de la Botola Pro, meilleur passeur décisif du championnat avec douze assists et troisième meilleur buteur du championnat avec 14 buts, derrière Ayoub El Kaabi (18 buts) et Ben Malango (16 buts).

#### Al-Aïn FC (depuis 2021)
Le 24 août 2021, Al Aïn FC officialise la signature de Soufiane Rahimi jusqu’en juin 2025 qui a coûté un montant estimé à 2,55 millions d’euros.
Le 5 mai 2022, il remporte avec le club la coupe des Emirates Arabes Unies, après une victoire grâce aux tirs au but contre Shabab Al Ahli (2-2, t.a.b 5-4). Une semaine plus tard, il réussit à remporter le championnat en battant le rival Al Jazira 5-0 lors de la 23e journée.
En mars 2024, il qualifie son équipe en demi-finale de la Ligue des champions grâce à deux matchs contre l'Al-Nassr FC dans lequel il est buteur : un but au match aller (victoire, 2-1) et un doublé au match retour (défaite, 4-3), menant ainsi aux penaltys et inscrivant un but lors de la séance des tirs au but. En avril 2024, il qualifie Al Ain FC en finale de Ligue des champions en ayant mis un triplé et une passe décisive au match aller (victoire 4-2). Malgré une défaite 2-1 au match retour, Al Ain FC est qualifié pour la double-confrontation finale.
Dans le radar de plusieurs clubs après son parcours aux Jeux olympiques d'été de 2024 avec le Maroc olympique, son club le prolonge le 28 août 2024 jusqu'en 2028.

### Carrière internationale

#### Maroc A'

##### CHAN 2020
Le 4 octobre 2019, il est appelé par Houcine Ammouta avec la sélection locale pour représenter son pays lors du match retour face à l’Algérie pour éliminatoires du Championnat d'Afrique des nations 2020 À cause de la pandémie de Covid-19, la compétition est reportée d'avril 2020 à janvier 2021.
En janvier 2021, il s'envole avec les Lions de l'Atlas au Cameroun pour prendre part au Championnat d'Afrique des nations 2020. Il est sacré Homme du match pour son premier match en équipe nationale, contre le Togo en phase de poules (victoire 1-0). Il est choisi à nouveau Homme du match lors du troisième match contre l'Ouganda en inscrivant un doublé qui permet à la sélection marocaine de se qualifier en tête de son groupe (victoire 5-2). Lors des quarts de finale contre la Zambie, il marque le but le plus rapide de l'histoire de la compétition (37 secondes), et permet à ses coéquipiers de s'imposer 3-1 pour se qualifier en demi-finale contre le Cameroun, où il inscrit un doublé et remporte son troisième titre d'Homme du match (4-0),. Les Lions de l'Atlas défendent leur titre en remportant la finale face au Mali sur le score de 2-0. Soufiane Rahimi est sacré meilleur joueur et buteur de la compétition.

##### Coupe arabe des nations 2021
Le 22 novembre 2021, il figure parmi les 23 sélectionnés de Houcine Ammouta pour prendre part à la Coupe arabe de la FIFA 2021. Le 1er décembre 2021, il dispute son premier match de la compétition face à la Palestine (victoire, 4-0). Il entre à la 72e minute à la place d'Ismail Haddad et provoque un penalty qui sera tiré et inscrit par Badr Benoun à la 87e minute. Le 4 décembre 2021, il entre en jeu à la 61e minute à la place de Achraf Bencharki et marque le quatrième but sur penalty face à la Jordanie à la 88e minute (victoire, 0-4). Le 7 décembre 2021, à l'occasion du troisième match des phases de groupe, il reçoit sa première titularisation lors de cette compétition face à l'Arabie saoudite (victoire, 1-0). En quarts de finales, le 11 décembre 2021, il entre en jeu à la 61e minute à la place d'Ismail Haddad face à l'Algérie A' et dispute les prolongations du match (match nul : 2-2, séance des penaltys : défaite, 5-3). Les Lions de l'Atlas finissent éliminés de la compétition.

#### Maroc

##### Débuts sous Vahid Halilhodžić

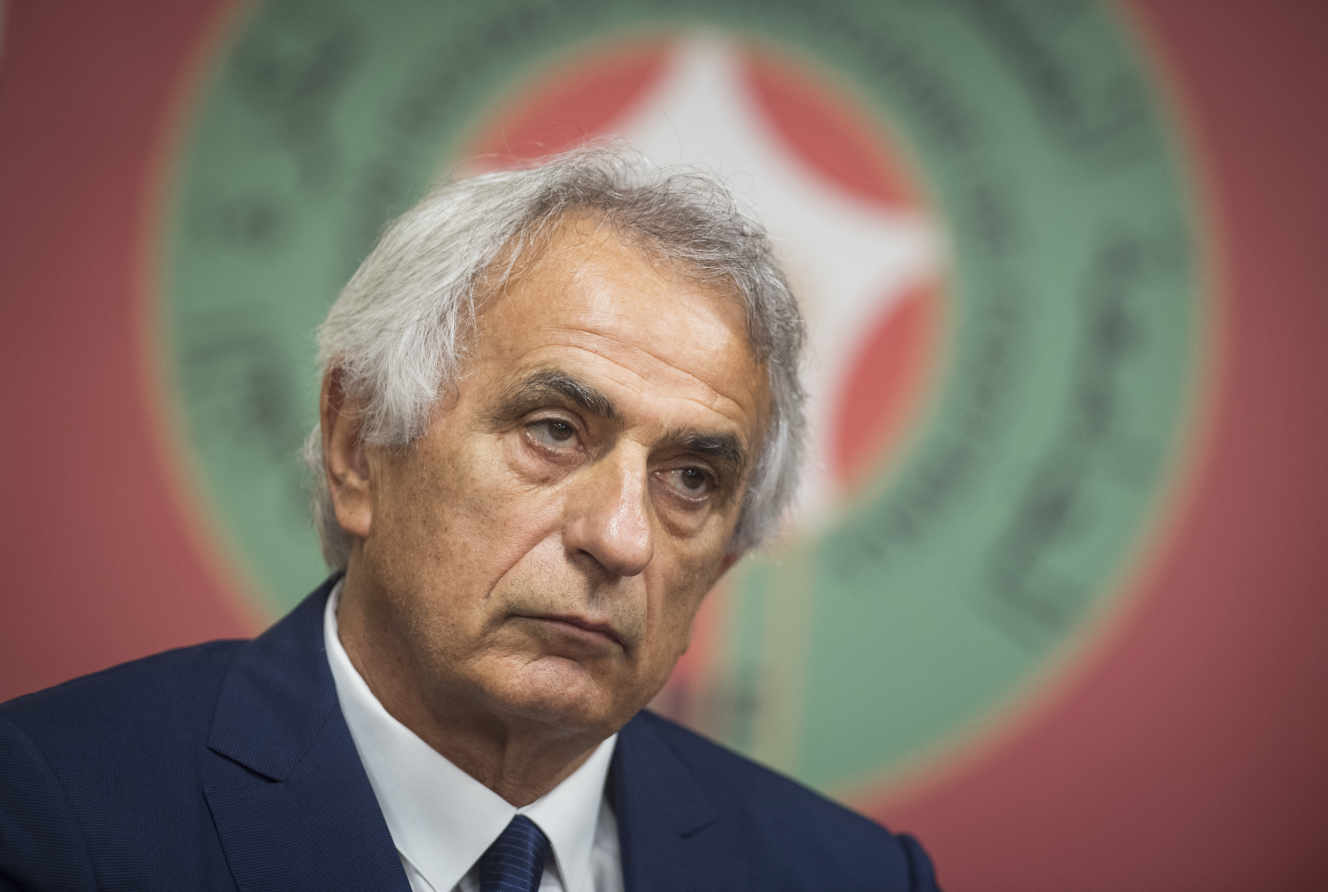
Rahimi fait ses débuts avec l'équipe nationale A sous Vahid Halilhodžić

Le 5 novembre 2020, il est appelé pour la première fois en équipe A pour les éliminatoires à la Coupe d'Afrique 2022 et la double confrontation avec la République centrafricaine le 13 et le 17 novembre. Le sélectionneur Vahid Halilhodžić a expliqué que Rahimi a été convoqué à la suite de ses brillantes performances avec le Raja, ajoutant que c’est un jeune joueur avec de grandes capacités et mérite d’être convoqué.
Le 18 mars 2021, il figure sur la liste définitive de Vahid Halilhodžić qui disputera les deux matchs de qualifications à la Coupe d'Afrique 2022 prévus contre la Mauritanie et le Burundi. Le 26 mars, il dispute sa première rencontre avec l'équipe A contre les Mauritaniens en remplaçant Hakim Ziyech à la 88e minute de jeu (match nul, 0-0). Ce jour-là, le Maroc est officiellement qualifié à la CAN 2022 grâce au match nul. L'équipe du Maroc termine à la première place de son groupe composée de la Mauritanie, du Burundi et de la République centrafricaine. Soufiane Rahimi aura disputé son unique match dans cette phase qualificative.
Le 27 mai 2021, à l'occasion de la deuxième trêve internationale de l'an 2021, il est à nouveau sélectionné par Vahid Halilhodžić en équipe du Maroc pour prendre part à deux matchs amicaux contre l'équipe du Ghana (8 juin 2021) et du Burkina Faso (12 juin 2021).

##### Quart-de finaliste à la Coupe d'Afrique 2022

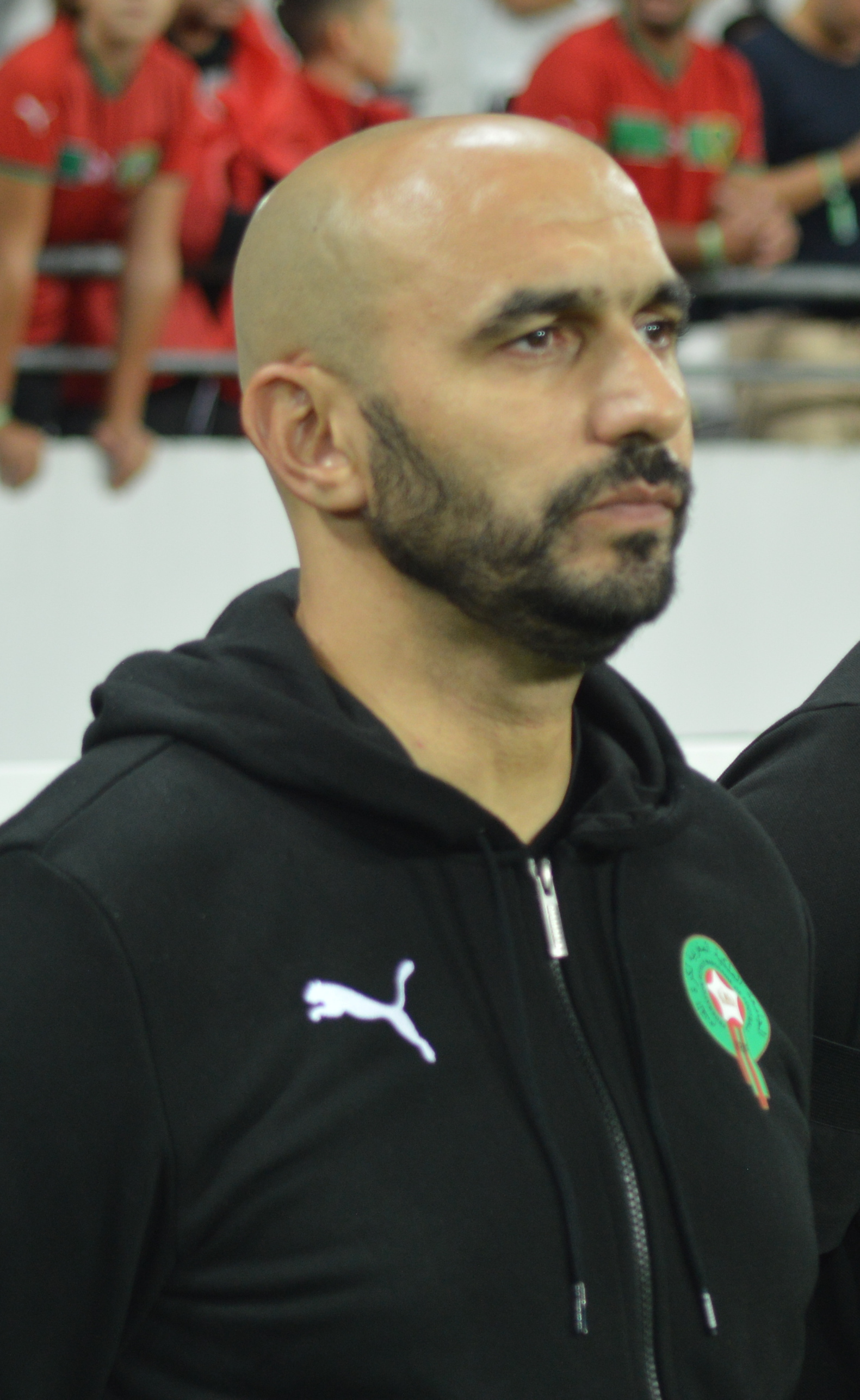
La décision de Walid Regragui d'écarter Rahimi pendant près de deux ans fait polémique

Le 27 décembre 2021, il est appelé en renfort avec Badr Benoun et Mohamed Chibi pour figurer sur la liste des 28 joueurs sélectionnés de Vahid Halilhodžić pour la CAN 2022 au Cameroun. Il entre en jeu lors du troisième match de la phase de poule face à l'équipe du Ghana en remplaçant Zakaria Aboukhlal à la 90e minute (victoire, 1-0). L'équipe du Maroc bat le Malawi en huitièmes de finale et rencontre l'équipe d'Égypte en quarts de finale. Soufiane Rahimi entre à la 66e minute à la place de Sofiane Boufal au cours d'un match nul et atteint les prolongations, dans lesquelles les Égyptiens mettent le but de la victoire (défaite, 2-1).

##### Coupe du monde 2022 et CAN 2023
Le 25 mai 2022, il est convoqué pour un match de préparation à la Coupe du monde 2022 face aux États-Unis ainsi que deux autres matchs qualificatifs à la CAN 2023 face à l'Afrique du Sud et au Liberia. Le 13 juin, il entre en jeu face au Liberia en remplaçant Amine Harit à la 75e minute. Il remporte le match sur le score de 0-2 et est quasiment qualifié à la Coupe d'Afrique 2023,.
Bien qu'il participe aux stages précédents la Coupe du monde 2022, Soufiane Rahimi n'est pas retenu parmi les 26 joueurs sélectionnés par Walid Regragui pour disputer la phase finale de la compétition au Qatar.
En décembre 2023, il est présélectionné par Walid Regragui dans une liste de 55 joueurs pour disputer la CAN 2023 en Côte d'Ivoire. Cependant, il n'est pas retenu dans la liste finale, laissant place à Sofiane Boufal, Ez Abde et Amine Adli. Ainsi, les Lions de l'Atlas sont éliminés dans la phase des huitièmes de finale de la CAN.

##### Jeux olympiques de Paris 2024
Le 4 juillet 2024, il est sélectionné par Tarik Sektioui dans une liste de 22 joueurs avec le Maroc olympique pour prendre part aux Jeux olympiques 2024,.
Titulaire lors des trois matchs de la phase groupe, il devient le meilleur buteur marocain de l'histoire des Jeux olympiques après avoir inscrit un doublé face à l'Argentine, un but face à l'Ukraine et une des trois réalisations marocaines face à l'Irak. Il devance ainsi Ahmed Faras qui comptait trois réalisations dans le tournoi. Malgré une défaite en demi-finales du tournoi face au futur vainqueur, l'Espagne, le Maroc écrase l'Égypte (6-0) lors du match pour la troisième place, lui permettant d'être médaillé de bronze.

## Style de jeu
Buteur, passeur, dribbleur et technicien, Soufiane Rahimi révèle son talent dès son retour de prêt à l'été 2018 et devient rapidement un élément indispensable du dispositif Rajaoui, mais se démarque d'autant plus à l'issue de la saison 2019-2020, où il est élu meilleur joueur du championnat, et du CHAN 2020, dans lequel il est sacré meilleur joueur et meilleur buteur. Ses prouesses footballistiques sont félicitées par l'ex-international camerounais Samuel Eto'o. Il est capable d'éliminer ses adversaires grâce à sa vitesse et sa maîtrise technique, avec entre autres, de rapides passements de jambes. Son pied fort est le droit mais il est tout aussi à l'aise avec son pied gauche et est capable de frapper ou d'enrouler le ballon avec efficacité, ce qui lui permet de marquer de nombreux coup de pieds arrêtés.
Soufiane Rahimi a été parfois brocardé par les médias et les réseaux sociaux pour sa tendance affirmée à la simulation, en particulier lorsqu'il est dans la surface de réparation. Cette technique s'avère incontestablement efficace, puisque la défense adverse rechigne à intervenir sur lui par crainte de provoquer un penalty.

## Statistiques

### Statistiques détaillées
| Saison                | Club                  | Championnat           | Championnat | Championnat | Coupe(s) nationale(s) | Coupe(s) nationale(s) | Compétition(s) continentale(s) | Compétition(s) continentale(s) | Compétition(s) continentale(s) | Maroc | Maroc | Total | Total |
| Saison                | Club                  | Division              | M.          | B.          | M.                    | B.                    | Comp.                          | M.                             | B.                             | M.    | B.    | M.    | B.    |
| 2018-2019             | Raja Club Athletic    | Botola Pro            | 26          | 6           | 4                     | 0                     | C1                             | 23                             | 5                              | -     | -     | 53    | 11    |
| 2019-2020             | Raja Club Athletic    | Botola Pro            | 28          | 10          | 1                     | 0                     | C1                             | 19                             | 3                              | -     | -     | 48    | 13    |
| 2020-2021             | Raja Club Athletic    | Botola Pro            | 29          | 14          | 2                     | 0                     | C1+C3                          | 2+8                            | 0+4                            | 2     | 0     | 43    | 18    |
| Sous-total            | Sous-total            | Sous-total            | 83          | 30          | 7                     | 0                     | -                              | 52                             | 12                             | 2     | 0     | 144   | 42    |
| 2021-2022             | Al-Aïn FC             | UAE Pro League        | 23          | 8           | 7                     | 1                     | -                              | -                              | -                              | 4     | 0     | 34    | 9     |
| 2022-2023             | Al-Aïn FC             | UAE Pro League        | 26          | 11          | 12                    | 3                     | -                              | -                              | -                              | -     | -     | 38    | 14    |
| 2023-2024             | Al-Aïn FC             | UAE Pro League        | 18          | 8           | 10                    | 2                     | C1                             | 13                             | 13                             | 8     | 6     | 49    | 29    |
| 2024-2025             | Al-Aïn FC             | UAE Pro League        | 27          | 15          | -                     | -                     | C1                             | -                              | -                              | -     | -     | 27    | 15    |
| Sous-total            | Sous-total            | Sous-total            | 67          | 27          | 23                    | 6                     | -                              | 13                             | 13                             | 12    | 6     | 115   | 52    |
| Total sur la carrière | Total sur la carrière | Total sur la carrière | 150         | 57          | 36                    | 6                     | -                              | 64                             | 25                             | 14    | 6     | 264   | 94    |

### En sélection des locaux
| 0 | Date            | Lieu                                        | Adversaire  | Score     | Résultats | Compétitions |
| - | --------------- | ------------------------------------------- | ----------- | --------- | --------- | ------------ |
| 1 | 18 janvier 2021 | Stade de la Réunification, Douala, Cameroun | Togo A'     | —         | 1-0       | CHAN 2020    |
| 2 | 22 janvier 2021 | Stade de la Réunification, Douala, Cameroun | Rwanda A'   | —         | 0-0       | CHAN 2020    |
| 3 | 26 janvier 2021 | Stade de la Réunification, Douala, Cameroun | Ouganda A'  | 2-1 / 4-1 | 5-2       | CHAN 2020    |
| 4 | 31 janvier 2021 | Stade de la Réunification, Douala, Cameroun | Zambie A'   | 1-0       | 3-1       | CHAN 2020    |
| 5 | 3 février 2021  | Stade de Limbé, Limbé                       | Cameroun A' | 2-0 / 3-0 | 4-0       | CHAN 2020    |
| 6 | 7 février 2021  | Stade Ahmadou-Ahidjo, Yaoundé               | Mali A'     | —         | 2-0       | CHAN 2020    |

### Matchs internationaux U23
Le tableau suivant liste les rencontres de l'équipe du Maroc U23 des catégories des jeunes dans lesquelles Soufiane Rahimi a été sélectionné depuis le 24 juillet 2024.
| Catégorie | Date            | Lieu          | Adversaire | Résultat | Minutes | Compétition     | Buts | Passes | Capitaine | Club      |
| --------- | --------------- | ------------- | ---------- | -------- | ------- | --------------- | ---- | ------ | --------- | --------- |
| Maroc U23 | 24 juillet 2024 | Saint-Étienne | Argentine  | 1 – 2    | 90 min  | Jeux olympiques | 2    | 0      | Non       | Al-Aïn FC |
| Maroc U23 | 27 juillet 2024 | Saint-Étienne | Ukraine    | 2 – 1    | 87 min  | Jeux olympiques | 1    | 0      | Non       | Al-Aïn FC |
| Maroc U23 | 30 juillet 2024 | Nice          | Irak       | 3 – 0    | 61 min  | Jeux olympiques | 1    | 0      | Non       | Al-Aïn FC |
| Maroc U23 | 2 août 2024     | Paris         | États-Unis | 4 – 0    | 80 min  | Jeux olympiques | 1    | 0      | Non       | Al-Aïn FC |
| Maroc U23 | 5 août 2024     | Marseille     | Espagne    | 2 – 1    | 90 min  | Jeux olympiques | 1    | 0      | Non       | Al-Aïn FC |
| Maroc U23 | 8 août 2024     | Nantes        | Égypte     | 0 – 6    | 90 min  | Jeux olympiques | 2    | 1      | Non       | Al-Aïn FC |

## Palmarès

### En club
Raja Club Athletic (5)
- Championnat du Maroc:
  - Champion : 2020.
  - Vice-champion : 2019 et  2021.
- Coupe de la confédération:
  - Vainqueur : 2018 et  2021.
- Supercoupe d'Afrique:
  - Vainqueur : 2019.
- Coupe arabe des clubs champions:
  - Vainqueur : 2020.

 Al-Aïn (3)
- Championnat des Émirats :
  - Champion : 2022.
- Coupe de la ligue Pro :
  - Vainqueur : 2022.
  - Finaliste : 2024.
- Ligue des champions de l'AFC :
  - Vainqueur : 2024.
- Coupe des Émirats :
  - Finaliste : 2023.
- Supercoupe des Émirats :
  - Finaliste: 2022.

### En sélection
Maroc A' (1)
- Championnat d'Afrique des nations:
  - Vainqueur : 2021.

 Maroc Olympique
- Jeux olympiques:
  -  Bronze : 2024

### Distinctions personnelles
- Meilleur joueur du Championnat d'Afrique des nations 2020.
- Meilleur buteur du Championnat d'Afrique des nations 2020.
- Meilleur joueur de la Botola 2019-2020.
- Meilleur joueur de la Botola 2020-2021.
- Meilleur passeur de la Botola 2020-2021.
- Meilleur espoir de la Botola 2018-2019
- Homme du match de la finale de la Coupe de la confédération en 2018 et 2021
- Dans l'équipe type de la Coupe de la confédération 2021.
- Dans l'équipe type du Championnat d'Afrique des nations 2020.
- Prix 'Aigle de la saison' pour le meilleur joueur du Raja CA au terme de la saison 2019-2020.
- Prix 'Aigle du mois' pour le meilleur joueur du Raja CA pour le mois de septembre 2019 et août 2020.
- Prix 'Meilleur but de l'année' pour Raja CA en 2021
- Joueur du mois du Championnat des Émirats (6) en Septembre 2021, Novembre 2021, Février 2022, Octobre 2022, Février 2023 et Septembre 2023
- 3 fois vainqueur du prix du meilleur joueur de la saison du Championnat des Émirats arabe unis par les supporters : 2021–22, 2022–23 et 2023-24[59],[60].
- Meilleur passeur du Championnat des Émirats 2021–22, 2022–23
- Meilleur joueur de la Ligue des champions de l'AFC en 2024
- Meilleur buteur FIFA Intercontinental Cup  2024
- Meilleur buteur du Ligue des champions de l'AFC en 2024
- Meilleur buteur des Jeux olympiques Paris 2024 (8)[61]